# Kalles och Britas hälsoresa
Kalles och Britas hälsoresa är ett svenskt livsstils- och hälsoprogram i sex delar där Brita Zackari och Kalle Zackari Wahlström i varje avsnitt testar på en ny livsstil och nya hälsotrender, i jakten på ett bättre liv och ökat välmående. Programmet släppte alla 6 avsnitt på SVT Play den 16 september 2019.

## Avsnitt[2]
- Del 1: Kalle och Brita reser till Södertälje för att test att leva som man gjorde på stenåldern.
- Del 2: Kalle och Brita reser till Los Angeles för testa de senaste hälsotrenderna.
- Del 3: Kalle och Brita reser till Molkom för att meditera gå på gruppterapi.
- Del 4: Kalle och Brita reser till Göteborg för att ta kontroll över och optimera livet.
- Del 5: Kalle reser (då Brita är sjuk) till Stockholm skärgård för att ta hjälp av en rörelseguru.
- Del 6: Kalle och Brita reser till San Diego för att testa om man blir lyckligare av att odla och äta sin egen mat.